# Lycaena mauritanica
Lycaena mauritanica är en fjärilsart som beskrevs av Charles Oberthür. Lycaena mauritanica ingår i släktet Lycaena och familjen juvelvingar. Inga underarter finns listade i Catalogue of Life.